# مستقيم (تشريح)
المستقيم (بالإنجليزية: Rectum)‏ هو آخر جزء من الأمعاء الغليظة قبل نهايتها، ويمتد حتى فتحة الشرج، وهو موجود في البشر وبعض الثدييات، ويبلغ طوله في الإنسان حوالي 12 سم، ووظيفته هي الاحتفاظ بالفضلات حتى تخرج من الجسم عن طريق فتحة الشرج.
ويبدأ المستقيم عند الملتقى المستقيمي السيني في نهاية القولون السيني على مستوى الفقرة العجزية الثالثة أو طنف العجز تبعا للتعريف المستخدم. ويكون قطره في بدايته مماثل لقطر القولون السيني، ولكنه يتوسع بالقرب من نهايته مشكلا أمبولة المستقيم. وينتهي المستقيم عند مستوى الحلقة المستقيمية الشرجية (مستوى حمالة العضلة العانية المستقيمة) أو مستوى الخط المسنن، وذلك أيضا اعتمادا على التعريف المستخدم. في البشر، تلي القناة الشرجية المستقيم قبل أن ينتهي الجهاز الهضمي عند حافة الشرج. وتأتي كلمة المستقيم من اللاتينية (rectum intestinum)، وتعني الأمعاء المستقيمة.

## التركيب
المستقيم هو جزء من الجهاز الهضمي السفلي، فهو استمرار للقولون السيني، ويتصل في النهاية بفتحة الشرج. ويتبع المستقيم شكل العجز، وينتهي بجزء موسع يسمى أمبولة المستقيم، حيث يتم تخزين البراز قبل الإفراج عنه عن طريق القناة الشرجية.
وعلى عكس الأجزاء الأخرى من القولون، لا يحتوي المستقيم على شرائط قولونية.: 397
ويتصل المستقيم بالقولون السيني عند مستوى الفقرة العجزية الثالثة، بينما يتصل بالقناة الشرجية عند مرورها من خلال عضلات قاع الحوض.: 397
ودعامات المستقيم هي:
- قاع الحوض المكون من العضلات الرافعة للشرج
- لفافة والدير
- الأربطة الوحشية للمستقيم التي تتكون من تكاثف لفافة الحوض
- اللفافة المثانية المستقيمية لدينونفيلرز التي تمتد من المستقيم في الخلف إلى الحويصلات المنوية والبروستاتا في الأمام.
- بريتون الحوض
- الجسم العجاني

## الوظيفة
يعمل المستقيم بمثابة موقع تخزين مؤقت للبراز، وعندما تتوسع جدران المستقيم؛ بسبب امتلائه بالمواد من داخل، تحفز مستقبلات التمدد الموجودة في جدران المستقيم الرغبة في التبرز. وإذا لم يتم الاستجابة لهذه الرغبة، غالبا ما يتم إعادة تلك المواد الموجودة في المستقيم إلى القولون، حيث يتم امتصاص المزيد من المياه من البراز، وتأخير التبرز لفترة طويلة، يؤدي إلى الإمساك وتصلب البراز.
عندما يمتلئ المستقيم كاملا، تدفع الزيادة في الضغط داخل المستقيم جدران القناة الشرجية، مما يسمح للبراز بدخول القناة، ثم يقصر المستقيم في الطول، مما يدفع البراز إلى القناة الشرجية بمساعدة الحركة الدودية للمستقيم. وتسمح العاصرة الشرجية الداخلية والخارجية للبراز بالمرور عن طريق سحب العضلات لفتحة الشرج أعلى البراز الخارج.

## الأهمية السريرية

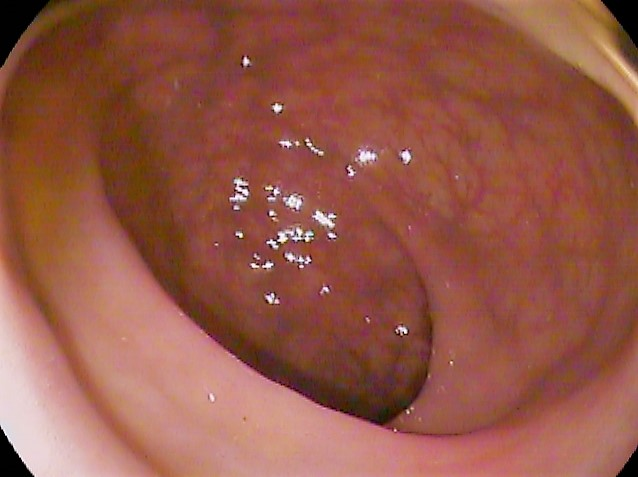
منظر من داخل مستقيم بشري طبيعي لشخص بالغ من العمر 70 عاما من خلال تنظير القولون

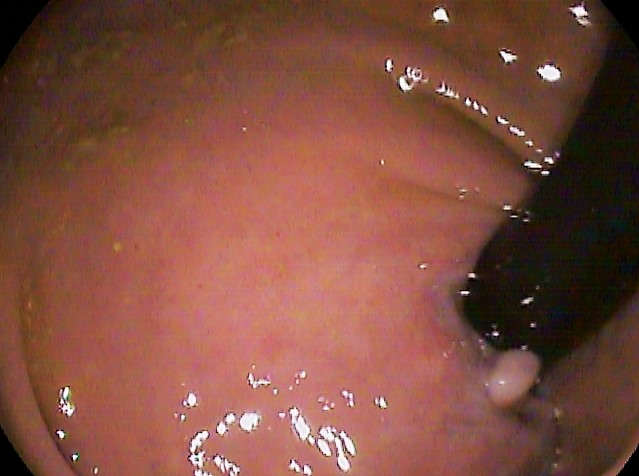
منظر لمستقيم بشري من خلال تنظير القولون يُظهر حافة القناة الشرجية

### الفحص
يمكن إجراء فحص المستقيم لتشخيص أمراض معينة منها انحباس البراز، وسرطان البروستاتا وتضخم البروستاتا الحميد لدى الرجال، وسلس البراز، والبواسير الداخلية.: 179–180
تنظير القولون أو تنظير القولون السيني هي أشكال التنظير التي تستخدم كاميرا موجهة لرؤية المستقيم. وقد يكون لديهم القدرة على أخذ الخزعات إذا لزم الأمر، ويمكن استخدامها لتشخيص أمراض مثل السرطان.
ويمكن أيضا قياس درجة حرارة الجسم من المستقيم، وذلك عن طريق إدخال مقياس الحرارة الطبي بحيث لا يزيد طوله عن 25 ملم (1 بوصة) في المستقيم عن طريق فتحة الشرج لمدة تتراوح بين 3-5 دقائق مع مقياس الحرارة الزئبقي، بينما يظل مقياس الحرارة الرقمي مدرجا حتى يُصدر صفير. وتتراوح درجة الحرارة المستقيمة العادية عادة ما بين 36-38 درجة مئوية (96.8 إلى 100.4 درجة فهرنهايت) وتكون أعلى من درجة حرارة الفم بحوالي 0.5 درجة مئوية (1 درجة فهرنهايت) وأعلى من درجة الحرارة تحت الإبط بحوالي 1 درجة مئوية (2 درجة فهرنهايت). وفي السنوات الأخيرة، أدى إدخال أساليب غير توغلية لقياس درجة حرارة الجسم بما في ذلك المقياس الأذني والمقياس الجبهي، والمواقف المتغيرة فيما يخص الخصوصية والعفة إلى وقف قيام الآباء والأطباء بقياس درجات الحرارة عبر المستقيم.

### طرق العلاج من خلال المستقيم
يتم إدخال التحاميل وحَقن الحقن الشرجية عن طريق المستقيم، ويمكن استخدام كلاهما لتوصيل الدواء أو لتخفيف الإمساك. ويتم استخدام الحقن الشرجية أيضا لمجموعة متنوعة من الأغراض الأخرى الطبية وغيرها.

### الإمساك
أحد أسباب الإمساك هو انحشار البراز في المستقيم، فيتكون براز جاف صلب. والتفريغ اليدوي هو استخدام إصبع مغطى بقفاز لإخلاء المستقيم من البراز، كما تستخدم هذه الطريقة في حالة الإمساك الحاد بعد استخدام الملينات،: 914 وأيضا في العلاج طويل الأجل للأمعاء العصبية الموجودة في معظم الأحيان في الأشخاص الذين يعانون من إصابة الحبل الشوكي أو التصلب المتعدد. وقد يستخدم تحفيز المستقيم بالإصبع عن طريق إدخال إصبع في المستقيم لحثه على الحركة الدودية في المرضى الذين يكون المنعكس اللا إرادي الخاص بهم غير كافيا لإفراغ المستقيم تماما.

### الأمراض
- التهاب المستقيم هو التهاب في كل من فتحة الشرج والمستقيم.
- سرطان المستقيم هو مجموعة فرعية من سرطان القولون والمستقيم ويكون محددا في المستقيم.
- تدلي المستقيم الذي يشير إلى تدلي المستقيم في فتحة الشرج أو في الخارج، ويحدث ذلك عادة بسبب ضعف قاع الحوض بعد الولادة.

### أمراض أخرى
تشمل أمراض المستقيم الأخرى:
التهاب القولون التقرحي: وهو أحد أشكال داء الأمعاء الالتهابي الذي يسبب قرح تصيب المستقيم، وقد يكون ذلك في شكل نوبات على مدى حياة الشخص، مما قد يؤدي إلى ظهور دم في البراز. وسببه غير معروف اعتبارا من عام 2014.
في سياق نقص تروية المساريقي، يشار في بعض الأحيان إلى المستقيم العلوي باسم نقطة سوداك (Sudak's point)، وهو ذو أهمية سريرية باعتباره منطقة تجمع بين الدورة الدموية للشريان المساريقي السفلي ودورة الشريان الحرقفي الغائر عن طريق الشريان المستقيمي الأوسط، وبالتالي فهو عرضة لنقص التروية. وغالبا ما يشار إلى نقطة سوداك جنبا إلى جنب مع نقطة جريفيث عند ثنية الطحال «منطقة التروية».

## الثقافة والمجتمع
قد يؤدي تحفيز أو اختراق المستقيم إلى الإثارة الجنسية؛ بسبب قرب الجدار الأمامي للمستقيم من المهبل في الإناث أو من البروستاتا في الذكور، واشتراكهم في نفس الإمدادات العصبية.

## تاريخ

### أصل الكلمة
تستمد الكلمة الإنجليزية (rectum) من التعبير اللاتيني الكامل (intestinum rectum) وتعني الأمعاء المستقيمة (والمعنى الحرفي بالإنجليزية: straight gut)، حيث الكلمة اللاتينية rectum تعني بالإنجليزية straight بمعنى مستقيم، واللاتينية intestinum تعني بالإنجليزية gut بمعنى أمعاء. وهذا التعبير اللاتيني هو ترجمة من اليونانية القديمة ἀπευθυσμένον ἔντερον، المستمدة من ἀπευθύνειν بمعنى مستقيم، وἔντερον بمعنى أمعاء كما هو موثق في كتابات الطبيب اليوناني جالين. ولاحظ جالين خلال فحوصاته التشريحية على الجثث الحيوانية أن المستقيم عمودي الشكل وليس منحني كما هو الحال في البشر، وبالتالي تعبيرات ἀπευθυσμένον ἔντερον والأمعاء المستقيمة ليست وصفا مناسبا للمستقيم في البشر. ويمكن اعتبار أبيوثيسمينون من اللاتينية ἀπευθυσμένον ἔντερον، ويوثينتون لهما معنى مماثل (εὐθύς = مستقيم).

## صور إضافية

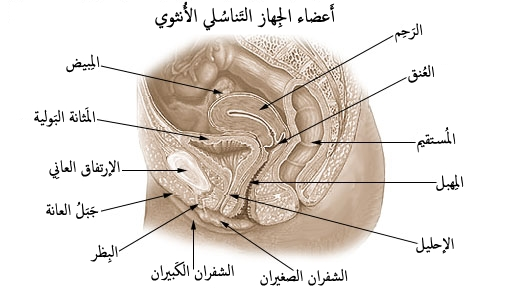
أعضاء الجهاز التناسلي الأنثوي.
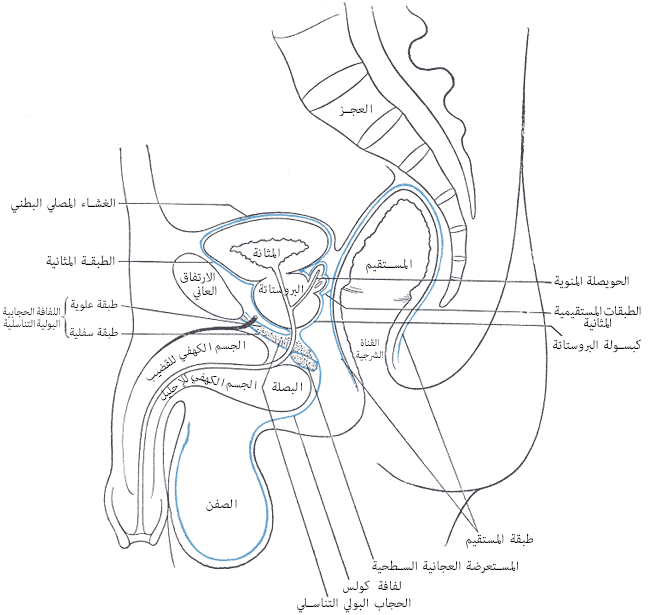
مقطع سهمي ناصف للحوض يظهر ترتيب اللفافات.
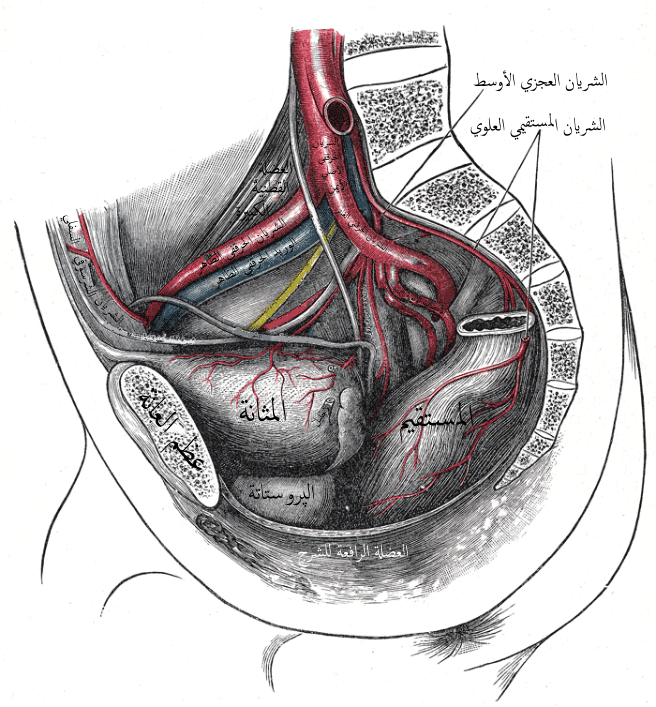
شرايين الحوض.
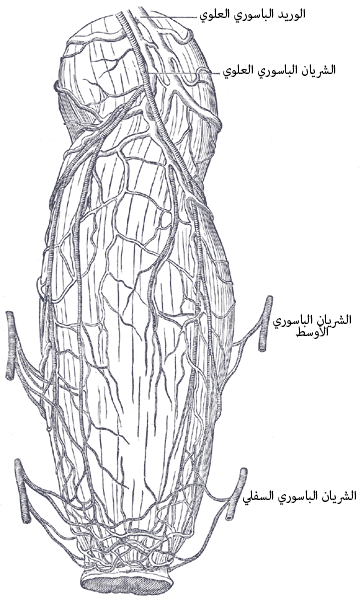
الأوعية الدموية للمستقيم والشرج.
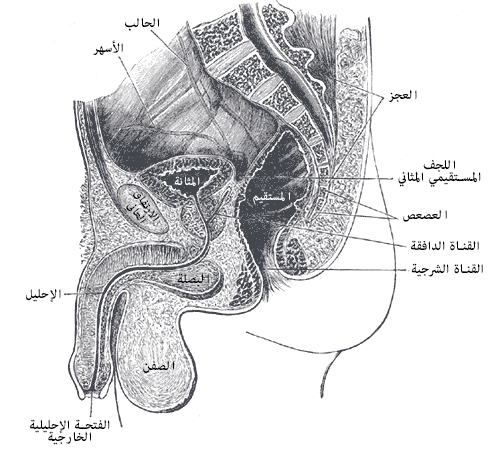
مقطع سهمي ناصف لحوض الذكر.
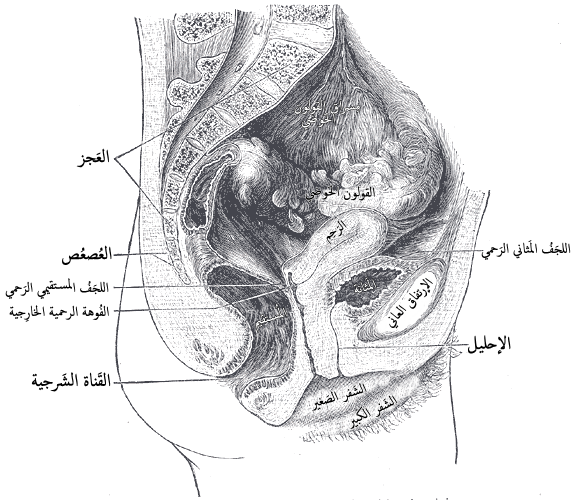
مقطع سهمي ناصف لحوض الأنثى.
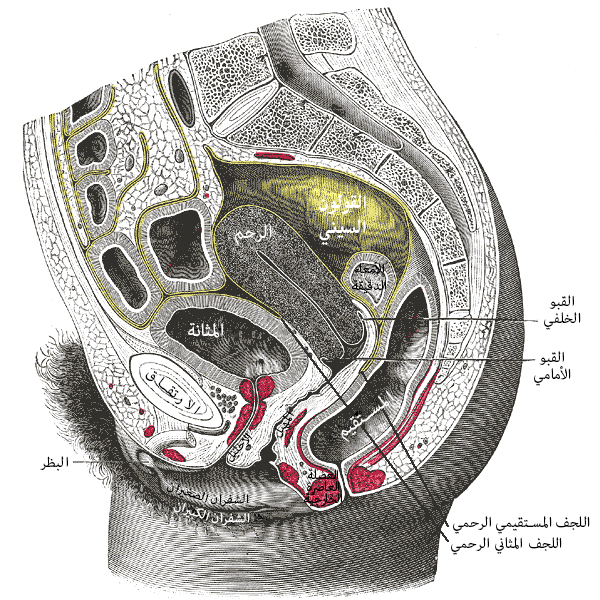
مقطع سهمي للجزء السفلي للجذع لدى الأنثى، القسم الأيمن.
المستقيم يمكن أن يرى على يسار الرسم التوضيحي.
أقطار داخلية من أقسام مختلفة من الأمعاء الغليظة مع المستقيم بالقرب من التقاطع المستقيمي السيني بمتوسط قطر 5.7 سم (النطاق من 4.5-7.5 سم).[16]

### تشريح مجهري

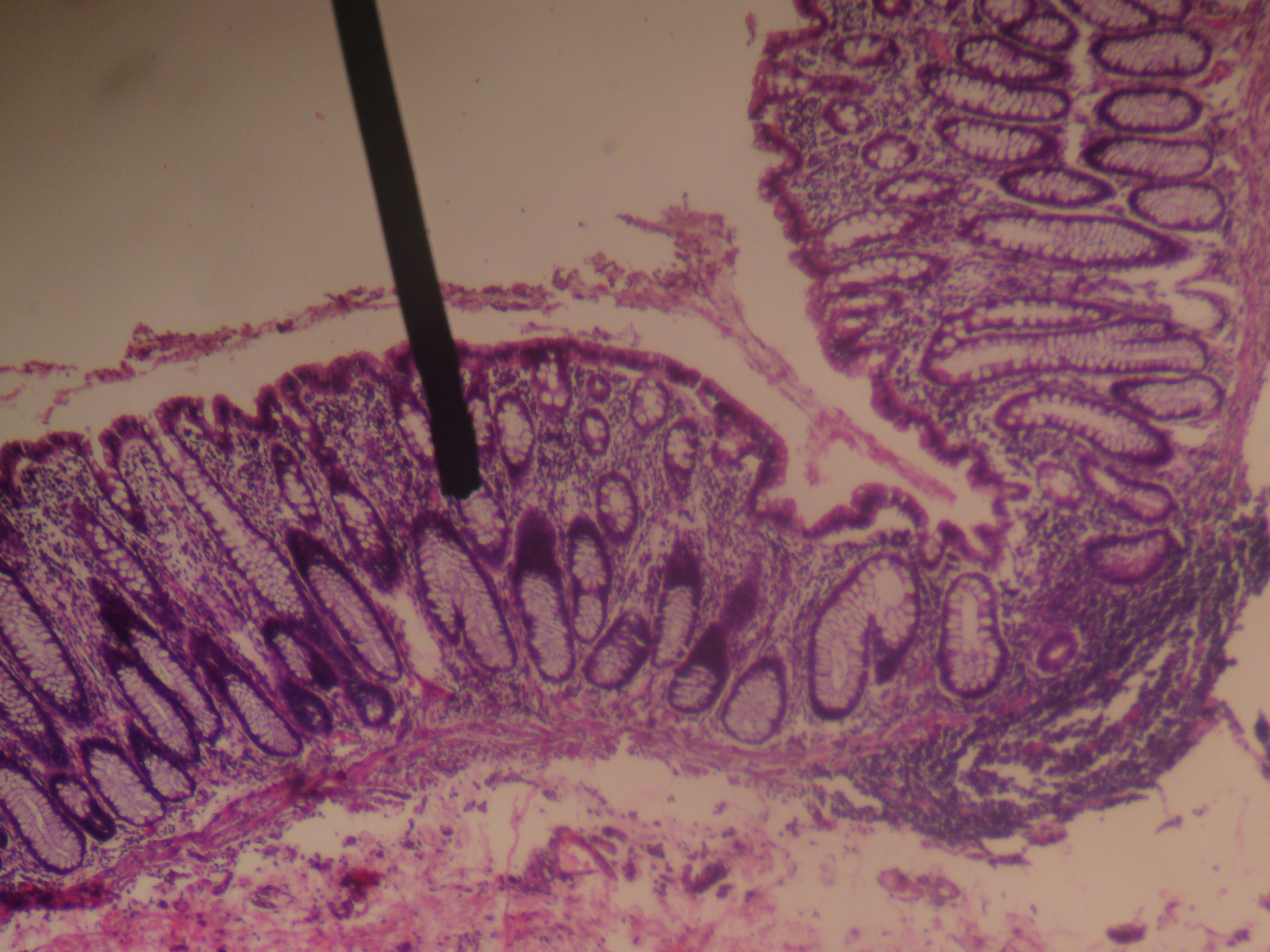
مقطع عرضي مجهري لجدار المستقيم
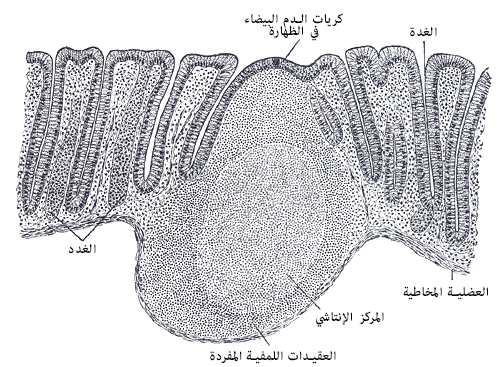
قسم من الغشاء المخاطي للمستقيم البشري (60 ×)
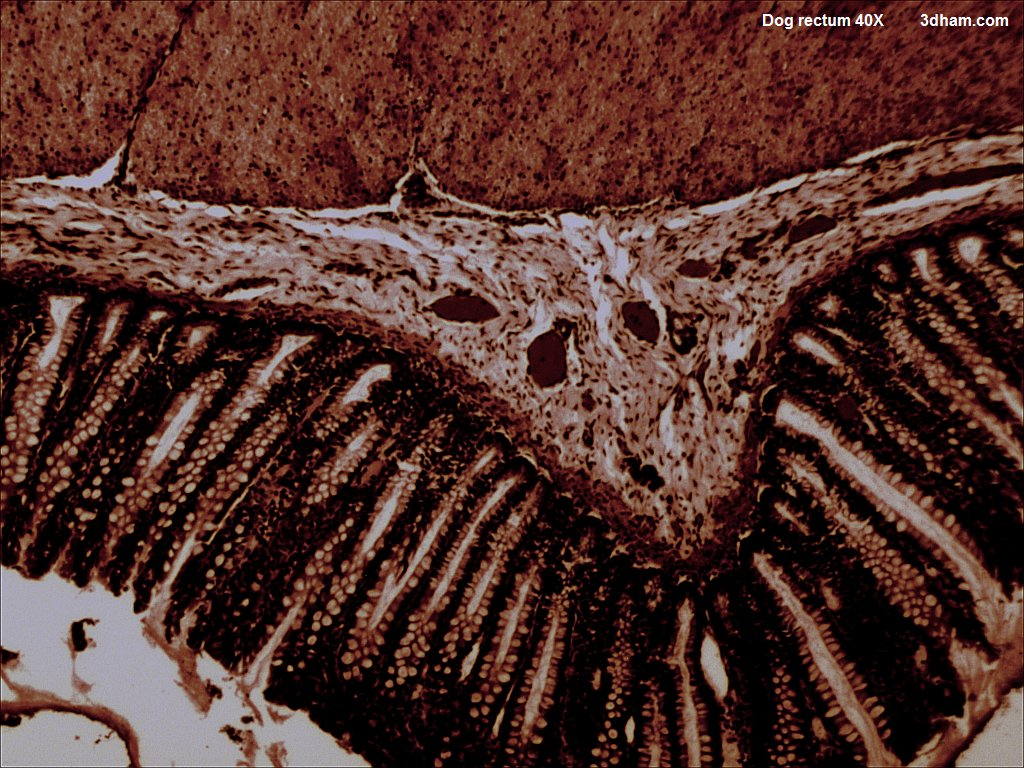
مقطع عرضي من مستقيم كلب (40 ×)
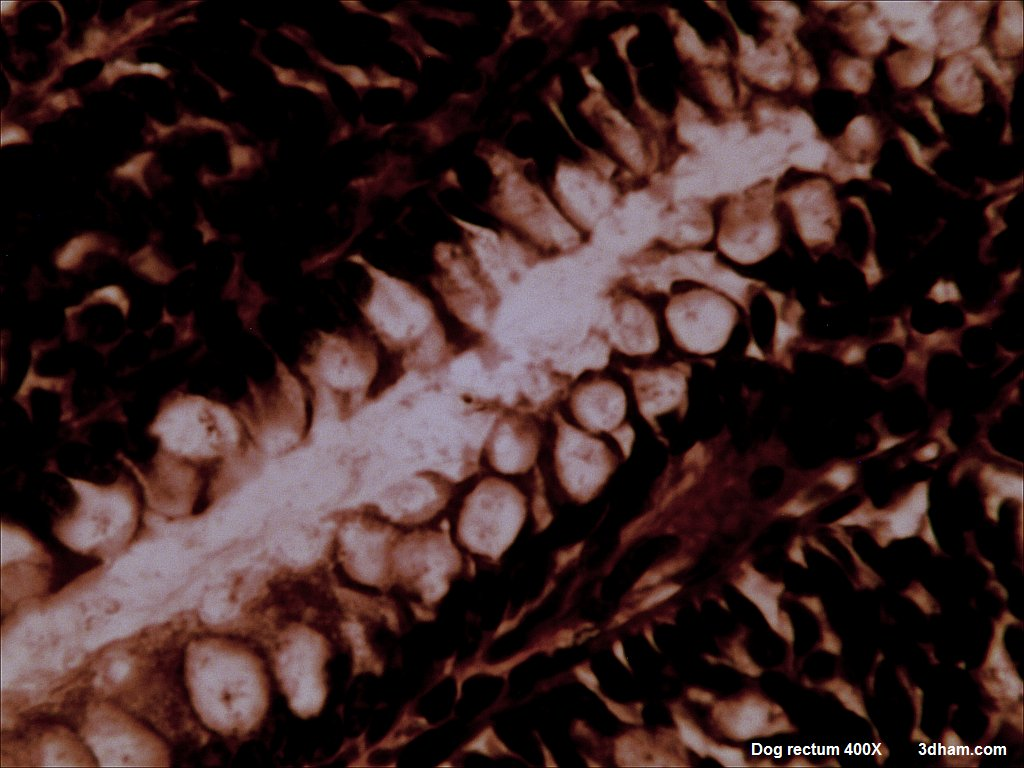
مقطع عرضي من مستقيم كلب (400 ×)

## روابط خارجية
- Blue Histology
- مقطع عرضي - مختبر التلدين، جامعة فيينا الطبية. pembody/body15a
- مقطع عرضي - مختبر التلدين، جامعة فيينا الطبية. pelvis/pelvis-e12-15
- صور تشريحيَّة:7808 على موقع مركز سوني دونستات الطبي.
- صور تشريحية:43:11-0101 في مركز داونستيت الطبي التابع لجامعة نيويورك